# 艾爾沙德·納迪姆
艾爾沙德·納迪姆（羅馬化：Arshad Nadeem，1997年1月2日—）是一名巴基斯坦男子標槍運動員。他在2024年夏季奥林匹克运动会標槍決賽中，擲出92.97米，奪得金牌。

## 職業生涯
2021年8月，納迪姆在日本东京参加了2020年夏季奧林匹克運動會田徑比賽的標槍决赛并得到第六名的成绩。他成为巴基斯坦史上第一位直接获得奥运田径比赛参赛资格的运动员，也是该国史上首位进入奥运田径决赛的运动员。
2023年9月，艾尔沙德·纳迪姆参加杭州第19届亚运会男子标枪比赛。
2024年8月，纳迪姆以92.97米的成绩，刷新16年前安德烈亚斯·托希尔德森在北京奥运会上创下的的男子标枪奥运会记录，战胜了主要竞争对手，印度名将尼拉吉·秋普拉，并夺得金牌，这也是巴基斯坦历史上首枚个人获得的奥运会金牌（之前的三枚金牌均来自男子曲棍球），同时也是巴基斯坦在奥运会田径项目上的首金，距离巴基斯坦奥运代表团获得上一枚金牌已经过去了40年，获得上一枚奖牌已经过去了32年。

## 个人生活
纳迪姆在八个兄弟姐妹之间排行第三。他和妻子艾莎（Ayesha）有一子一女。